# Revoluční Internacionalistická Organizace
Revoluční Internacionalistická Organizace (RIO) je česká sekce mezinárodní levicové organizace Revolutionary Internationalist Organization (RIO), sdružující mladé antikapitalisty v Evropě. V České republice funguje od roku 2000.. Původně pracovala pod jménem Skupina revoluční mládeže Revo, v letech 2006 až 2010 pod názvem Nezávislá organizace mládeže Revo. Prvního května 2010 se po vzoru zahraničních sekcí i česká sekce transformovala do Revoluční Internacionalistické Organizace RIO. Působí zejména v Praze.[zdroj?]
Revo se podílelo  na protiválečném hnutí proti americké invazi do Iráku v roce 2003, spolupracovalo na mezinárodní kampani proti sweatshopům v Asii upozorňovalo na neřešenou problematiku bezdomovectví v Praze, nebo se v roce 2005 účastnilo série demonstrací proti brutálnímu policejnímu zásahu na CzechTeku. Zapojuje se do kampaní proti fašismu a rasismu. V roce 2006 spoluorganizovalo kampaň proti fašistickým hospodám a obchodům s oblečením.[zdroj?]
V roce 2008 byla tato organizace aktivním členem Iniciativy NE základnám. Aktivisté Reva sbírali podpisy pod petici iniciativy Ne základnám a podílí se na většině demonstrací a happeningů této iniciativy. V březnu roku 2007 aktivisté Reva navštívili demonstraci iniciativy PRO základny, kde distribuovali leták proti umístění americké základny v ČR, k čemuž se přiznali.
Její členové se pravidelně účastní Evropských sociálních fór a mezinárodních demonstrací (např. proti G8 v Německu v roce 2007). Jednou do roka, o letních prázdninách v ČR, pořádá setkání mladých antikapitalistů z různých zemí, tzv. Revokemp.
Nejbližší ideologií této skupiny je trockismus, skupina sama se označuje jako revolučně-marxistická.[zdroj?]